# Antaea lichyi
Antaea lichyi är en fjärilsart som beskrevs av John G. Franclemont 1942. Antaea lichyi ingår i släktet Antaea och familjen tandspinnare. Inga underarter finns listade i Catalogue of Life.